# Aranda
La comarca del Aranda es una comarca aragonesa (España) situada en el oeste de la provincia de Zaragoza. Debe su nombre al río Aranda. Su capital es Illueca.

## Municipios
La comarca engloba a los municipios de Aranda de Moncayo, Brea de Aragón, Calcena, Gotor, Illueca, Jarque de Moncayo, Mesones de Isuela, Oseja, Pomer, Purujosa, Sestrica, Tierga y Trasobares.

## Geografía
Limita al norte con la comarca de Tarazona y el Moncayo y el Campo de Borja, al oeste con la provincia de Soria, al sur y al este con la Comunidad de Calatayud y con el Jalón Medio. Por esta comarca traviesan los ríos Aranda e Isuela.
Parte de su territorio está ocupado por el Parque natural del Moncayo.

### Parque natural del Moncayo

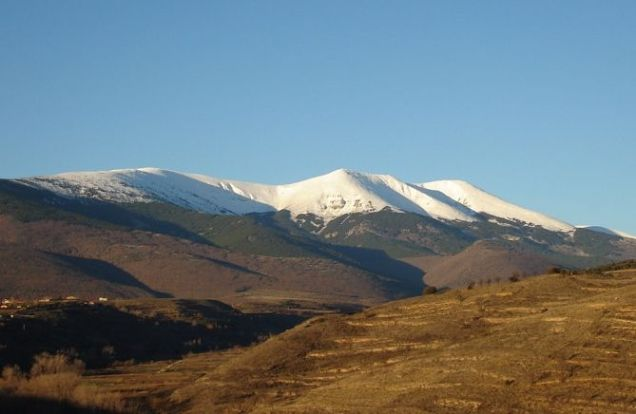
El Moncayo.

Se localiza en la provincia de Zaragoza (Aragón, España), en su límite con la provincia de Soria, ocupando parte de las comarcas de Aranda, Campo de Borja y Tarazona y el Moncayo. Se asienta en las laderas del monte Moncayo, el pico más elevado del sistema Ibérico, concretamente en su vertiente norte, más fría y húmeda. Se distribuye entre los términos municipales de Añón, Calcena, Litago, Lituénigo, Purujosa, San Martín de la Virgen de Moncayo, Talamantes, Tarazona y Trasmoz.
Tiene una extensión de 11 144 ha. La altitud oscila entre los 600 m s. n. m. del río Huecha y los 2 315 m s. n. m. en la cumbre del cerro de San Miguel.
Se creó el 27 de octubre de 1978 como Parque Natural de la Dehesa del Moncayo, cambiando a su denominación actual el 31 de marzo de 1998.
Cuenta con otras figuras de protección como LIC y ZEPA.

## Historia

### La comarca como institución
La ley de creación de la comarca es la 9/2000 del 27 de diciembre de 2000. Se constituyó el 16 de febrero de 2001. Las competencias le fueron traspasadas el 1 de marzo de 2003.

## Bandera y escudo
La bandera y el escudo del Aranda fueron creados por el 10 de enero de 2006.

## Política
| Cargo      | Nombre                           | Ayuntamiento                   | Partido Político |  |
| ---------- | -------------------------------- | ------------------------------ | ---------------- |  |
| Presidente | José Ángel Calvo Ayora           | Alcalde de Gotor               | PSOE             |  |
| Secretario | Alberto Cano Reglero             | -                              | -                |  |
| Vocal      | José Antonio Gómez Ruiz          | Alcalde de Mesones de Isuela   | PSOE             |  |
| Vocal      | Mª Pilar García Berdejo          | Concejala de Illueca           | PSOE             |  |
| Vocal      | María Carmen Serrano Tejedor     | Concejala de Jarque de Moncayo | PSOE             |  |
| Vocal      | Mariano Miguel San Claudio       | Alcalde de Calcena             | PSOE             |  |
| Vocal      | José Antonio Jordán Marquina     | Concejal de Gotor              | PSOE             |  |
| Vocal      | Jesús Enrique Martínez Barcelona | Concejal de Tierga             | PAR              |  |
| Vocal      | Miguel Ángel Garcés Zapata       | Alcalde de Jarque de moncayo   | PAR              |  |
| Vocal      | Celia Joven Sánchez              | Concejala de Illueca           | PAR              |  |
| Vocal      | Fernando Sainz Crespo            | Concejal de Brea de Aragón     | CHA              |  |
| Vocal      | Chusé Inazio Felices Maicas      | Concejal de Aranda de Moncayo  | CHA              |  |
| Vocal      | Ignacio Herero Asensio           | Alcalde de Illueca             | PP               |  |
| Vocal      | Inmaculada Concepción Barriga    | Concejala de Brea de Aragón    | PP               |  |
| Vocal      | Millán Martínez Modrego          | Alcalde de Pomer               | PP               |  |
| Vocal      | Tomás Gómez Embid                | Concejal de Sestrica           | PP               |  |
| Vocal      | Juan Carlos Ibarzo Marín         | Concejal de Mesones de Isuela  | PP               |  |
| Vocal      | José Javier Jordán Marquina      | Concejal de Aranda de Moncayo  | PP               |  |
| Vocal      | Victoriano Redrado Cacho         | Concejal de Illueca            | PP               |  |
| Vocal      | Pascual Luna Gimeno              | Concejal de Gotor              | PP               |  |

| Elecciones 2015 |       |         |         |            |
| Partido         | Votos | % Votos | Electos | Consejeros |
| PP              | 1.550 | 38,01%  | 17      | 8          |
| PSOE            | 1.248 | 30,60%  | 29      | 6          |
| PAR             | 753   | 18,46%  | 19      | 3          |
| CHA             | 381   | 9,34%   | 2       | 2          |
| FIA             | 109   | 2,67%   | 1       | 0          |
| IUA             | 37    | 0,91%   | 1       | 0          |
| Total           | 4.078 | 100%    | 69      | 19         |

## Economía
La industria se centra en la producción de calzado en Illueca y Brea de Aragón, donde también se concentra la mayoría de la población.

## Cultura
Entre su patrimonio destaca el castillo del Papa Luna en Illueca ,el castillo de Jarque de Moncayo, el Convento de los Dominicos en Gotor, el castillo de Mesones de Isuela (siglo XV), y el yacimiento de la ciudad celtíbera de Aratis, en Aranda de Moncayo.

## Territorio y población
| Municipio         | Extensión (km²) | % del total | Habitantes (2019) | Habitantes (2022) | Variación de la población | Densidad (hab./km²) | Altitud (metros) | Pedanías            |
| ----------------- | --------------- | ----------- | ----------------- | ----------------- | ------------------------- | ------------------- | ---------------- | ------------------- |
| Aranda de Moncayo | 91,30           | 16,30       | 152               | 132               | Decrecimiento             | 1,59                | 907              |                     |
| Brea de Aragón    | 13,20           | 2,36        | 1609              | 1547              | Decrecimiento             | 120,38              | 553              |                     |
| Calcena           | 65,00           | 11,60       | 72                | 74                | Crecimiento               | 1,12                | 836              |                     |
| Gotor             | 15,60           | 2,78        | 318               | 290               | Decrecimiento             | 20,38               | 609              |                     |
| Illueca           | 24,90           | 4,44        | 2924              | 2746              | Decrecimiento             | 112,81              | 599              |                     |
| Jarque de Moncayo | 42,90           | 7,66        | 435               | 407               | Decrecimiento             | 10,16               | 631              |                     |
| Mesones de Isuela | 48,55           | 8,67        | 264               | 272               | Crecimiento               | 5,29                | 513              |                     |
| Oseja             | 12,48           | 2,23        | 53                | 52                | Decrecimiento             | 3,77                | 827              |                     |
| Pomer             | 33,15           | 5,92        | 22                | 26                | Crecimiento               | 0,63                | 1.107            |                     |
| Purujosa          | 35,50           | 6,34        | 35                | 27                | Decrecimiento             | 0,90                | 978              |                     |
| Sestrica          | 40,80           | 7,28        | 352               | 349               | Decrecimiento             | 8,43                | 572              | Viver de la Sierra. |
| Tierga            | 66,10           | 11,80       | 186               | 179               | Decrecimiento             | 2,87                | 650              |                     |
| Trasobares        | 70,70           | 12,60       | 122               | 125               | Crecimiento               | 1,63                | 694              |                     |
| Total             | 560,18          |             | 6544              | 6226              | (-3,10%)                  | 11,11               |                  |                     |

| Gráfica de evolución demográfica de Aranda entre 1996 y 2022 |
|                                                              |
| Población según el padrón municipal del INE.                 |

## Personas destacadas
- Papa Luna (Benedicto XIII)